# Yangiyoʻl
Yangiyoʻl (kyrillisch Янгийўл; russisch Янгиюль Jangijul; bis 1934 Каунчи Kauntschi) ist eine kreisfreie Stadt in der usbekischen Viloyat Taschkent, gelegen etwa 25 km südwestlich der Hauptstadt Taschkent auf etwa 350 m Seehöhe. Die Stadt liegt am Fluss Chirchiq in der Taschkenter Oase zwischen den Autobahnen M34 und M39 und an der Bahnstrecke von Taschkent nach Samarkand.

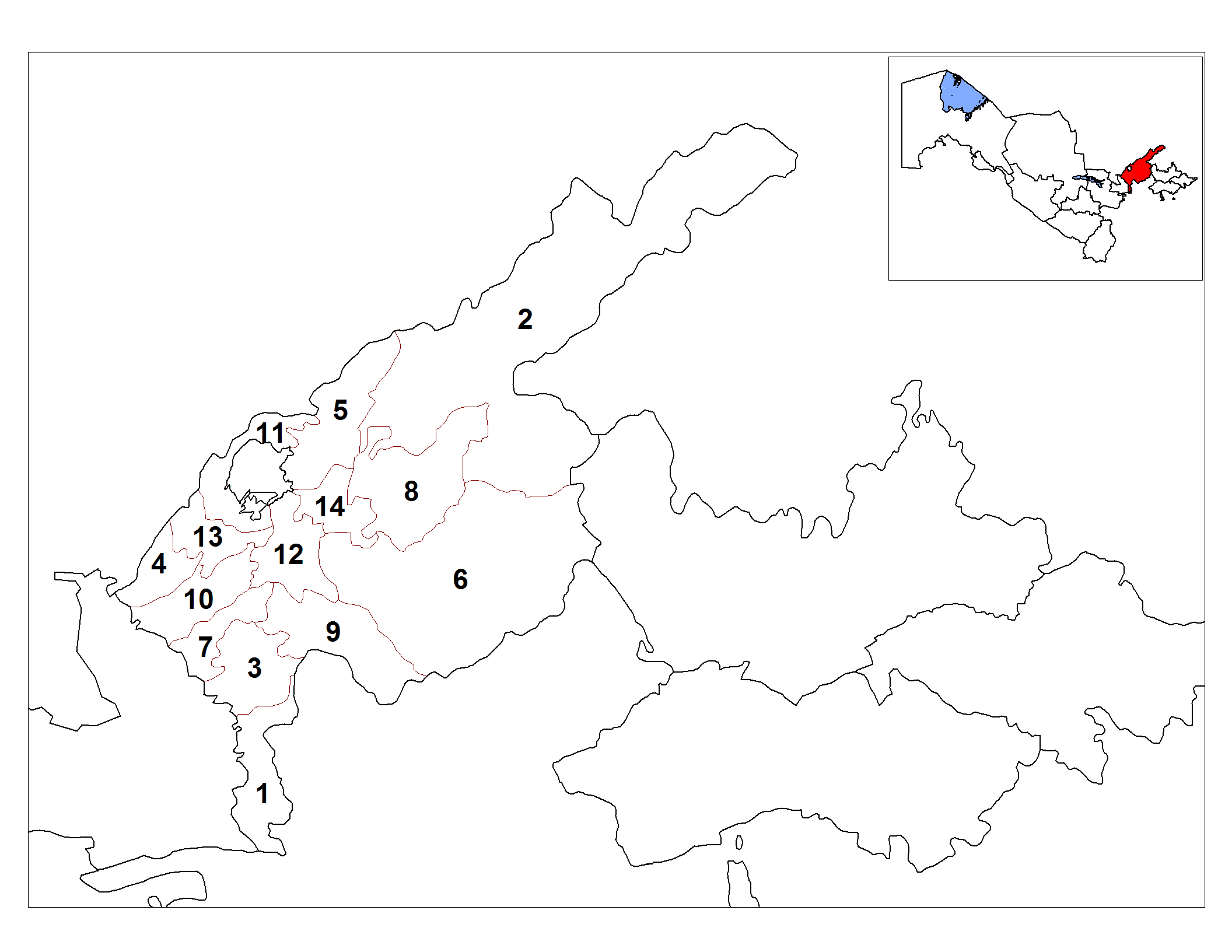
Distrikte in der Viloyat Taschkent; der Distrikt Yangiyoʻl ist als Nummer 13 gekennzeichnet

Gemäß der Bevölkerungszählung 1989 hatte Yangiyoʻl damals 58.300 Einwohner, einer Berechnung für 2009 zufolge beträgt die Einwohnerzahl 55.269. Zwischen den beiden Weltkriegen entwickelte sich die Stadt aufgrund ihrer Nähe zu Taschkent und der Verkehrsanbindungen; heute ist sie ein Zentrum der Ernährungs- und anderer Leichtindustrien.

## Persönlichkeiten
- Achtem Seitablajew (* 1972), ukrainischer Schauspieler und Regisseur krimtatarischer Herkunft
- Gottlieb Weiss (* 1987), deutscher Boxer, Militärweltmeister